# Späth-Arboretum

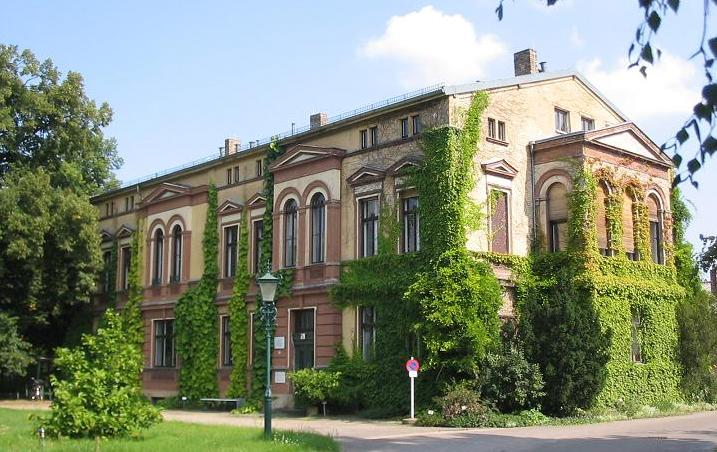
Herrenhaus Späth auf dem Gelände

Das Späth-Arboretum (auch: Späthsches Arboretum) in Berlin ist ein 3,5 Hektar großes Arboretum im Ortsteil Baumschulenweg des Bezirks Treptow-Köpenick. Es geht auf die Gärtnerei Ludwig Späth zurück, seinerzeit noch vor den Toren Berlins in der Köllnischen Heide gelegen, die Franz Späth in der zweiten Hälfte des 19. Jahrhunderts mit etwa 225 ha (1900) zur weltweit größten Baumschule ausbaute. Die zu dem parkartigen Anwesen im Stil englischer Landschaftsgärten neu angelegte Späthstraße ist seit 1903 nach ihm benannt.
Das Arboretum in Baumschulenweg, seit 1945 ein eigener Berliner Ortsteil, beherbergt über 4000 Pflanzensippen. Es kann seit 1966 in den Sommermonaten besucht werden. In der übrigen Zeit wird es von der Biologischen Fakultät der Berliner Humboldt-Universität mit rund 200 Studenten für Lehre, Forschung und Öffentlichkeitsarbeit genutzt.

## Geschichte

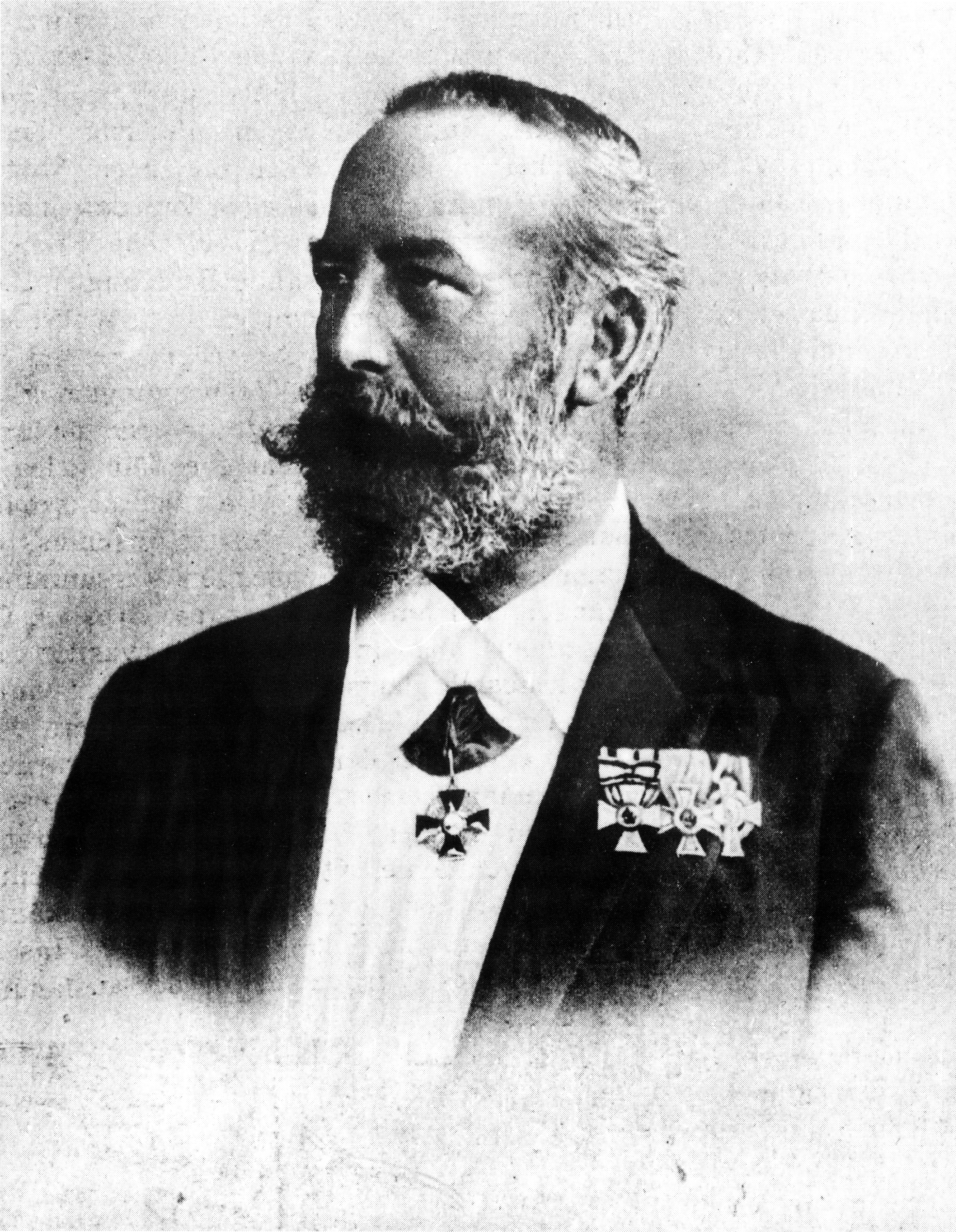
Gründer Franz Späth, 1899

Franz Späth ließ den Garten seines 1874 gebauten Hauses vom Berliner Stadtgartendirektor Johann Heinrich Gustav Meyer bis 1879 zu einem Arboretum im Stil englischer Landschaftsgärten vergrößern. Das Gelände wurde nach und nach ausgebaut und galt um 1900 als die weltweit größte Baumschule mit internationalen Handelsbeziehungen. Ab 1912, kurz vor Franz Späths Tod, führte sein Sohn Hellmut das Unternehmen weiter. Im Jahr 1928 entstand in einem Tiefgarten ein Steingarten. Den Baumbestand erfasste erstmals 1930 eine Übersicht, die 4500 unterschiedliche Arten und Formen ergab. Das Arboretum wurde zum Anlaufpunkt vieler namhafter Dendrologen, wie Gerd Krüssmann.
Im Zweiten Weltkrieg wurde das Gelände vor allem während der Schlacht um Berlin stark beschädigt. Zwei Jahre nach dem Tod Hellmut Späths wurde das Arboretum 1947 in Volkseigentum überführt und 1961 dem im Jahr zuvor gegründeten Institut für Spezielle Botanik der Humboldt-Universität angegliedert.
Das Institut nutzte dazu das ehemalige Herrenhaus von Späth für Forschung und Lehre. Zugleich wurde festgestellt, dass es nach dem Bau der Berliner Mauer im Ostteil der Stadt keinen botanischen Garten gab. 1963 wurde erstmals das Index Seminum, ein Samenkatalog für den internationalen Tausch von Saatgut, herausgegeben. Das Verzeichnis erschien jährlich und wurde an über 600 Botanische Gärten und verwandte Institute verschickt. Drei Jahre später öffnete sich das Arboretum für die Öffentlichkeit. Seit dieser Zeit werden viermal pro Jahr öffentliche Führungen mit einem Konzert angeboten. Im Jahr 1976 erfolgte eine umfangreiche Instandsetzung des großen Teichs – der ursprünglichen Quelle zum Heidekampgraben.
Ein Jahr später übernahm der Magistrat von Berlin das gesamte Ensemble in die Landesdenkmalliste. Zum 100-jährigen Bestehen des Arboretums im Jahr 1979 fand eine Jubiläumstagung mit rund 200 internationalen Gästen statt. Das Institut erhielt als Geschenk des Rates des Bezirks Treptow eine Skulptur von Jan Skuin mit dem Titel Megasporophyll von Cycas, das ein Sporophyll darstellt und sich seit 1980 vor dem Gebäude befindet. 1981 erschien eine Briefmarkenserie Seltene Gehölze, die auf die Erkenntnisse des Arboretums zurückgriff.
Die Umstrukturierungen nach der politischen Wende veränderten auch die Humboldt-Universität. So erfolgte 1995 die Eingliederung des Arboretums einschließlich Herrenhaus in das Institut für Biologie der Mathematisch-Naturwissenschaftlichen Fakultät I der Universität. Im Jahr 1999 erschien eine Festschrift zum 120-jährigen Jubiläum.

## Öffentliche Anerkennung
1981 gab die DDR-Post eine Briefmarkenserie Seltene Gehölze mit der Bezeichnung „Arboretum Berlin“ heraus.
Der seit 1990 zuständige Senat von Berlin ehrte das Wirken Späths anlässlich des 115-jährigen Jubiläums 1994 durch Einweihung einer Berliner Gedenktafel am Gebäude. Eine weitere Skulptur des Bildhauers Jan Skuin mit dem Titel Urpflanze kam hinzu. Drei Jahre später zeichnete die International Dendrology Society das Späth-Arboretum als einziges seiner Art in Deutschland mit einer Ehrenplakette aus, die auf einem Findling im Park sichtbar ist.

## Aufbau
Das Arboretum liegt in dem ehemaligen Sumpf- und Heideland der Königsheide, die ein Relikt der früher ausgedehnten Waldgebiete der ehemaligen Cöllnischen Heide südlich der Spree bildet. Der große Teich im Arboretum beherbergt viele Pflanzenarten. Er zeugt vom Beginn des alten Wasserlaufs zum Heidekampgraben und wird infolge der Ausschachtung zum Britzer Verbindungskanal 1906 (und folgender Austrocknung der Quelle) und kriegsbedingter Instandsetzung 1976 künstlich bewässert.
Westlich des Herrenhauses zwischen dem Heidekampgraben und der Späthstraße befindet sich das Arboretum, das in insgesamt 32 Sektionen unterteilt ist. Im östlichen Teil liegt der Teich, südöstlich davon der Steingarten. Unmittelbar hinter dem Herrenhaus dient ein Gewächshaus zur Zucht neuer Pflanzen. Westlich des Hauses, von einer Zufahrtsstraße zu den dahinter liegenden Gewerbeflächen getrennt, liegt die Abteilung System sowie der Arznei- und Gewürzpflanzgarten.
Der Gehölzpark umfasst rund 1200 Wildarten sowie gärtnerische Sorten von Bäumen und Sträuchern. Entgegen der ansonsten für botanische Gärten üblichen Sortierung nach geographischen oder verwandtschaftlichen Ordnungen sind die Gewächse weitgehend frei aufgestellt und entsprechen der Absicht Meyers, den Park weitläufiger erscheinen zu lassen, als er in Wirklichkeit ist. Außerdem legte Späth darauf Wert, dass Bäume und Sträucher so ihre Wirkungen entfalten sollten, dass „daraus ihre Eignung in Bezug auf eine kommerzielle Verwertung zu Tage treten“ solle. Ein zentrales Element des Parks ist der Teich, der aus einem Tiefbrunnen und durch Regenwasser gespeist wird. An den Rändern gedeihen das Schilfrohr, Seggen sowie der Rohrkolben. Der Steingarten beherbergt typische Gebirgspflanzen, Farne und andere Gewächse der Gemäßigten Zone. Von hier aus besteht ein fließender Übergang zur Mooranlage, die ein nährstoffarmes und saures Hochmoor umfasst. Im zweiten Geländeabschnitt befinden sich die systematische Abteilung, die auf rund 1⁄2 Hektar die Vielfalt der Pflanzenwelt zeigt und dem Besucher einen direkten Vergleich der Pflanzen innerhalb ihrer Gattung, Familie und Ordnung ermöglicht. Der Abteilung schließen sich Arznei- und Gewürzmittelbeete an. Im Jahr 2014 war dort beispielsweise das Maiglöckchen als Giftpflanze des Jahres zu sehen. Ein Schaukasten mit einem Artikel aus der Wikipedia beschreibt die Eigenschaften der Pflanze. Auf dem Gelände befinden sich weiterhin mehrere Skulpturen, beispielsweise Junges Mädchen von Robert Metzkes, aber auch zwei Reliefs aus rotem Sandstein mit den Porträts von Carl Friedrich Späth und Johann Carl Ludwig Späth.

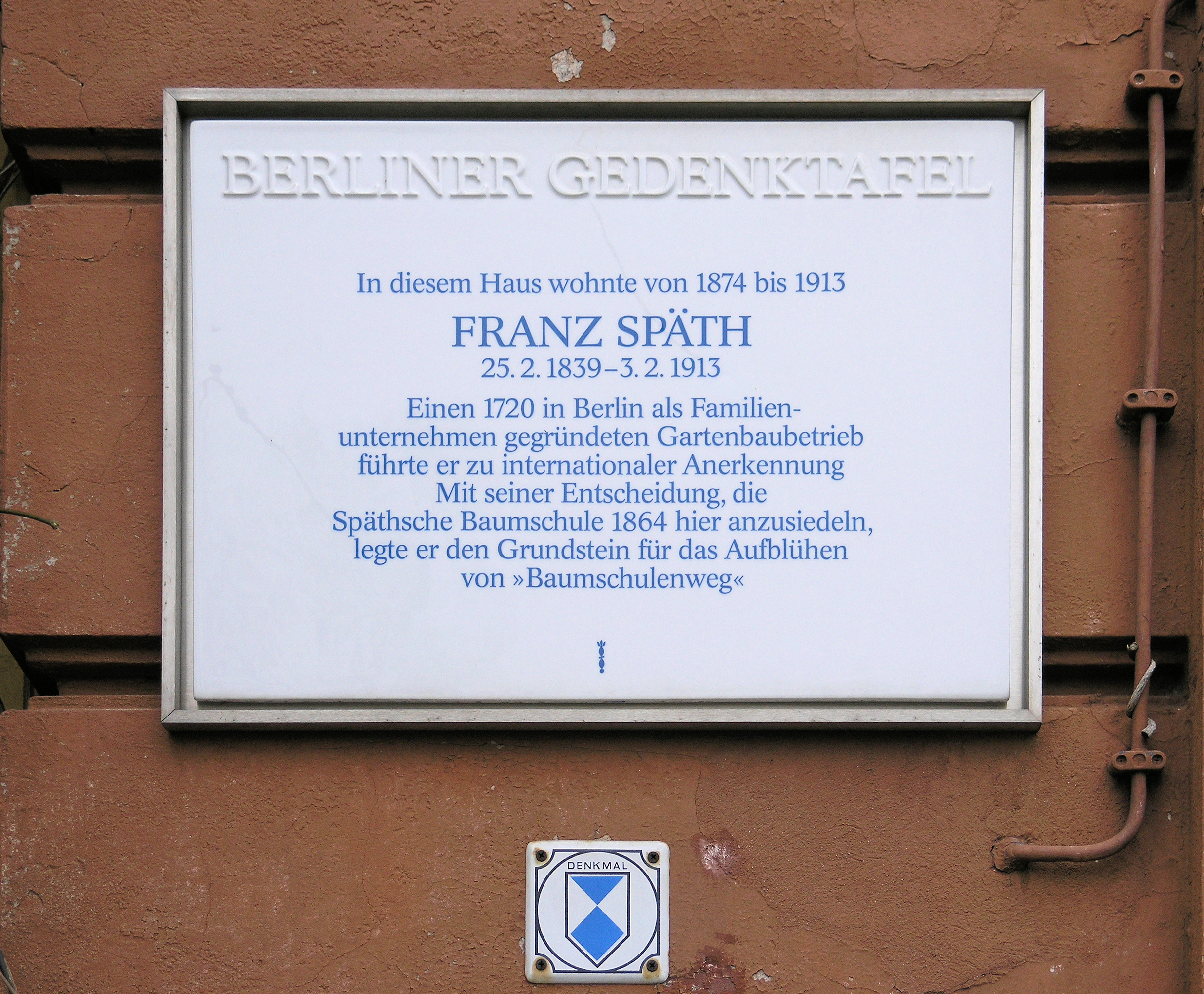
Gedenktafel am Herrenhaus
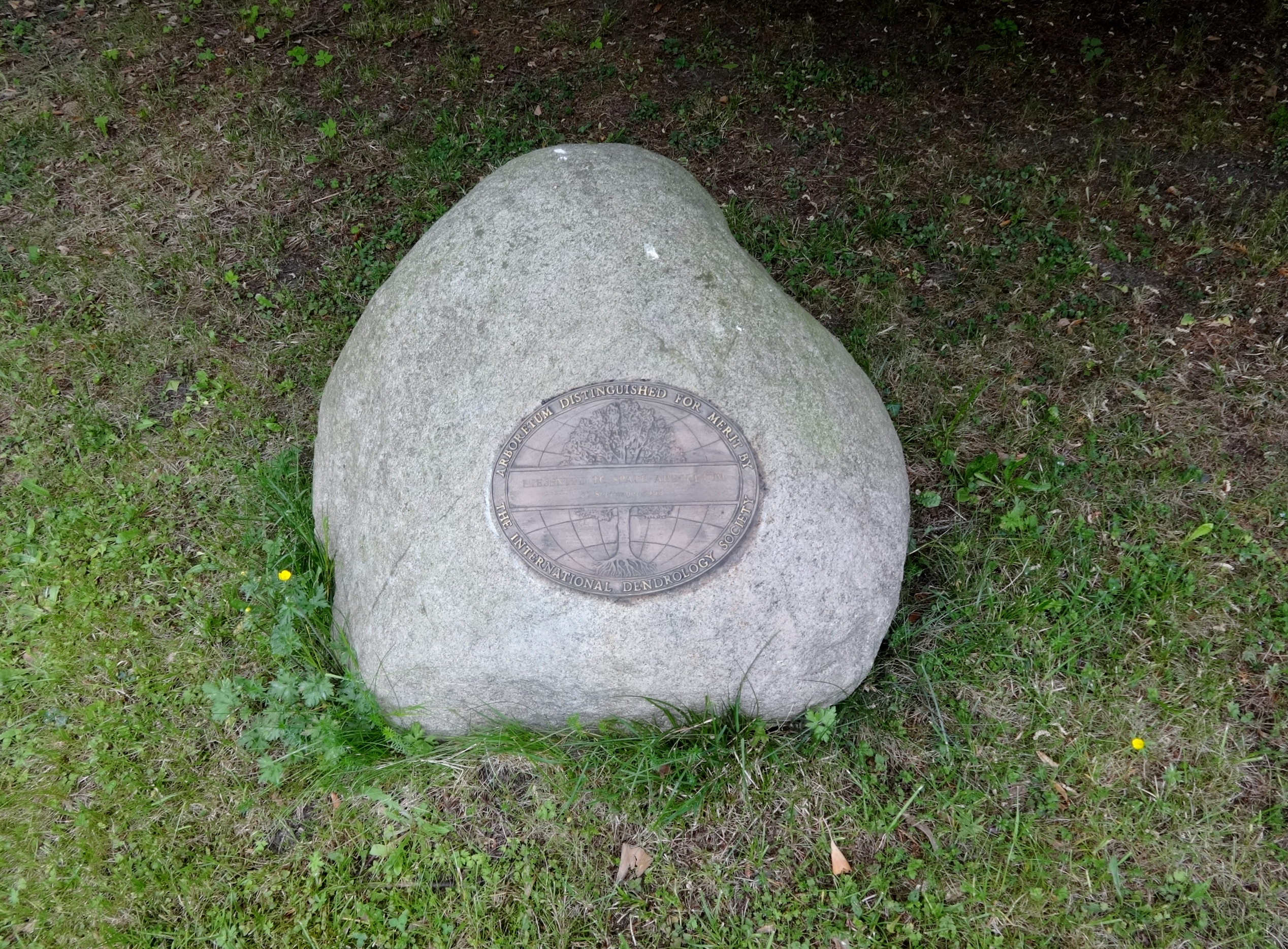
Gedenktafel der International Dendrology Society
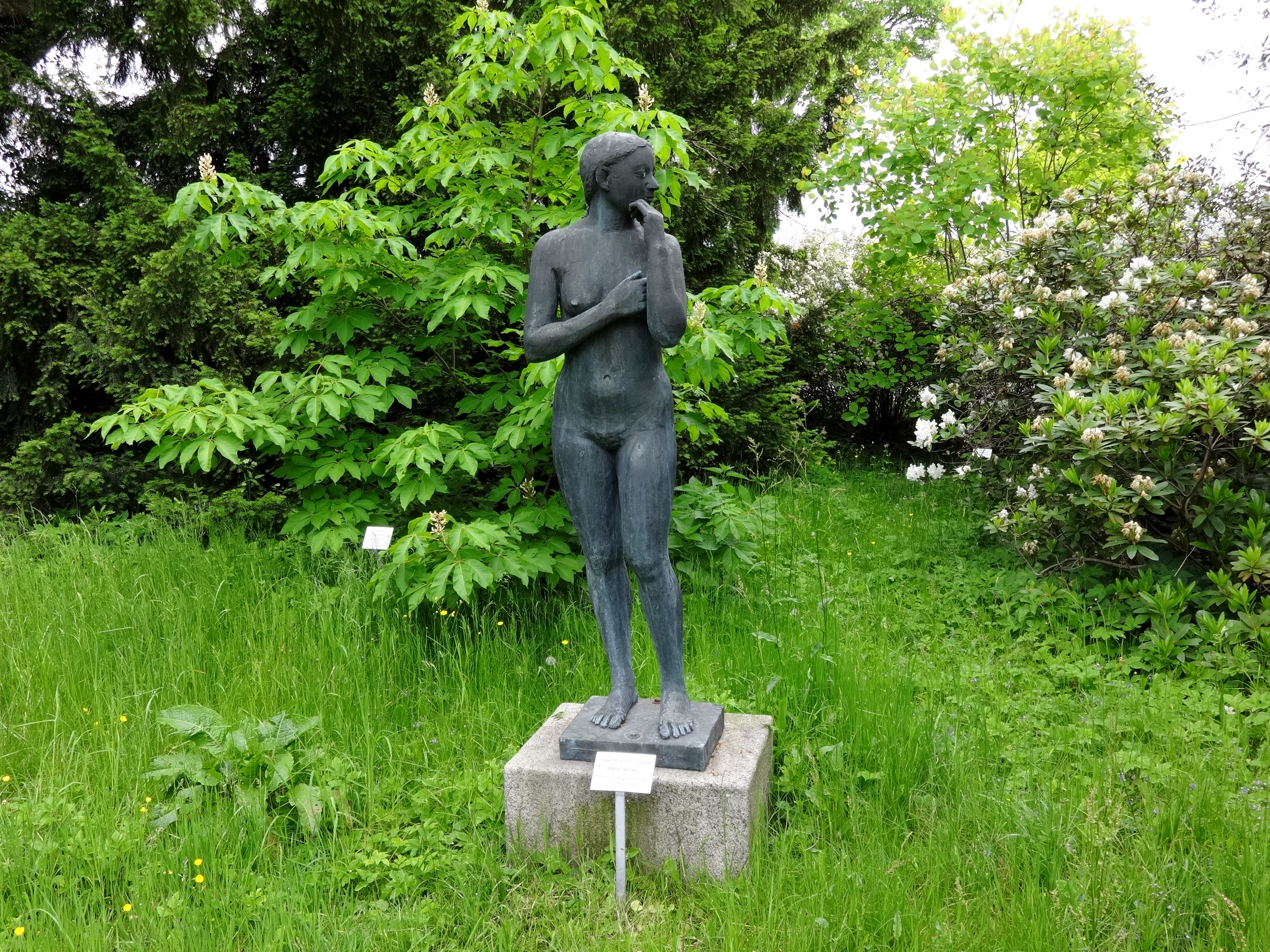
Skulptur von Robert Metzkes
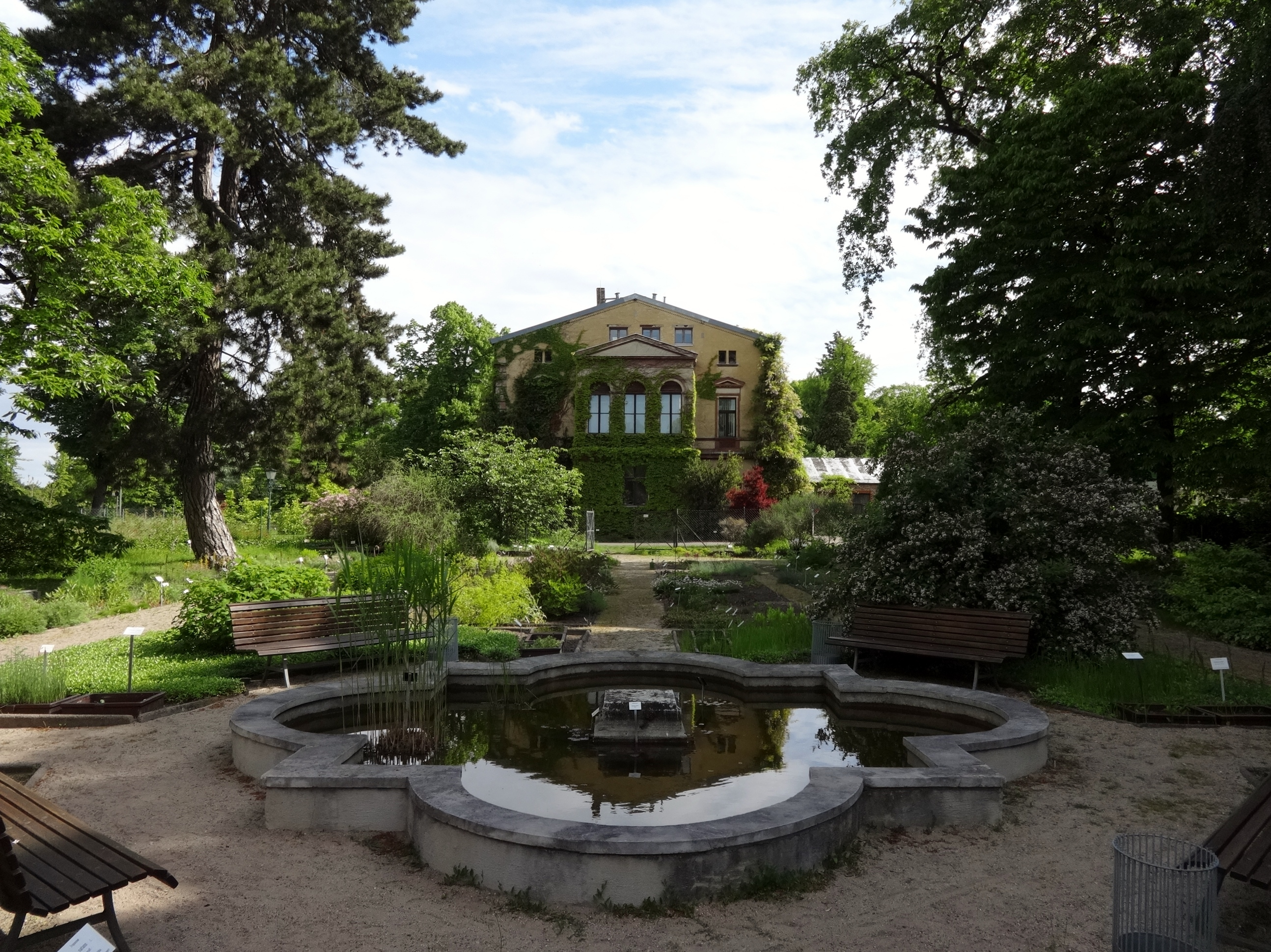
Blick zum Herrenhaus vom Arznei- und Gewürzpflanzgarten
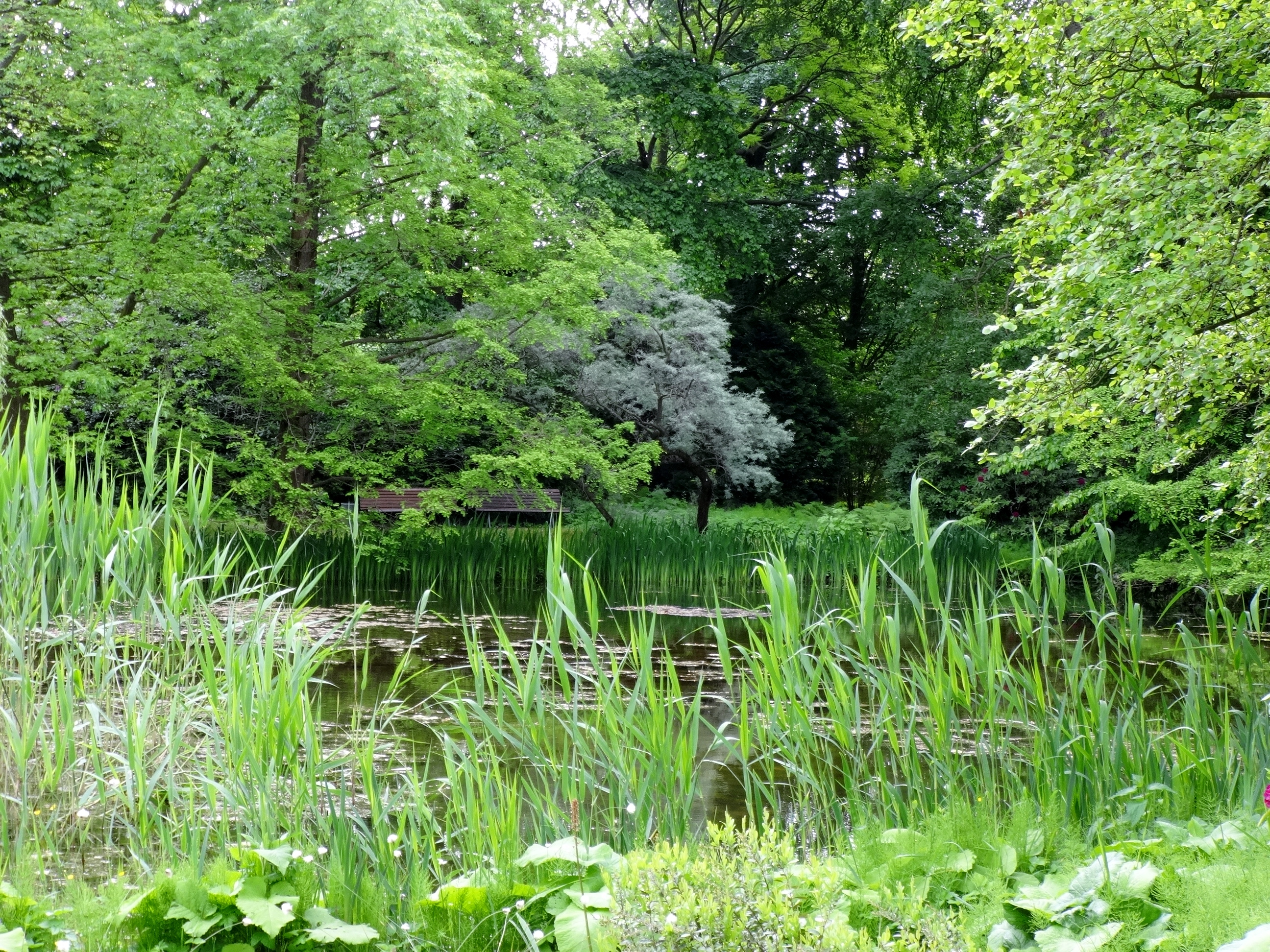
Großer Teich, ehemalige Quelle des Heidekampgrabens